# The Rest Is History
The Rest Is History to debiutancki album amerykańskiego rapera, Jina. Wydany 18 października 2004. Początkowo miał być wydany latem 2003, ale zostało to odłożone na ponad rok. Pierwszy singel, „Learn Chinese” wyszedł w 2003. Kolejnym singlem miało być „I Got a Love”, ale Roc-A-Fella Records nie zgodzili się na to, gdyż uznali, że Jin wydaje za dużo singli z Kanye Westem. Drugim singlem zostało „Senorita”. Album zadebiutował na #54 miejscu listy Billboard 200. Sprzedał się w nakładzie około 100,000 egzemplarzy w USA i 200,000 na całym świecie.
- Jest również druga wersja „Thank You”, nie została jednak umieszczona na albumie.
- Kanye West wystąpił w dodatkowej zwrotce utworu „I Got a Love (Remix)”.
- „Learn Chinese” zawiera sample z utworu Das EFX „They Want EFX” oraz Jamesa Browna „Blind Man Can See It”.
- „I Got a Love” zawiera sample z utworu Lenny’ego Williamsa „Cause I Love You”.

## Lista utworów
| #  | Tytuł                             | Autorzy                                                                                     | Producent(ci)                | Występujący      |
| -- | --------------------------------- | ------------------------------------------------------------------------------------------- | ---------------------------- | ---------------- |
| 1  | „Intro/The Signing (Skit)”        | J. Auyueng, Joaquin „Waah” Dean, A. Parrino, F. Crum, E. Serrano                            | Tuneheadz                    | *Interlude*      |
| 2  | „Here Now”                        | J. Auyueng, E. Hayes, B. Fida-i, F. Crum, E. Serrano                                        | Tuneheadz                    | Jin              |
| 3  | „Get Your Handz Off”              | J. Auyueng, Q. Atkinson, A. Brown, L. Wilson, C. Wilson, R. Wilson                          | Neo da Matrix, Swizz Beatz   | Jin, Swizz Beatz |
| 4  | „Club Song”                       | J. Auyueng, J. Smith                                                                        | Just Blaze                   | Jin              |
| 5  | „The Come Thru”                   | J. Auyueng, R. Harrell, C. Mitchell                                                         | Bink!                        | Jin, Twista      |
| 6  | „So Afraid”                       | J. Auyueng, K. Holland, S. Booker                                                           | K1 Mil                       | Jin              |
| 7  | „I Got a Love”                    | J. Auyueng, K. West, M. Bennett, B. Fida-i, E. Hayes, L. Williams                           | Kanye West                   | Jin, Kanye West  |
| 8  | „Chinese Beats (Skit)”            | J. Auyueng, Q. Atkinson                                                                     | Neo da Matrix                | *Interlude*      |
| 9  | „Learn Chinese”                   | J. Auyueng, W. Jean, J. Duplessis, C. Bobbitt, J. Brown, F. Wesley                          | Jerry Duplessis, Wyclef Jean | Jin, Wyclef Jean |
| 10 | „The Good, the Bad, and the Ugly” | J. Auyueng, E. Hayes, J. Rotem, B. Fida-i,                                                  | J.R.                         | Jin              |
| 11 | „Senorita”                        | J. Auyueng, Q. Atkinson, B. Fida-i, S. Martin, R. Holmes, G. Florio                         | Neo da Matrix                | Jin              |
| 12 | „Love Story”                      | J. Auyueng, L. Lunnon, M. Isley, O. Isley, E. Isley, Ronald Isley, Rudolph Isley, C. Jasper | Mr. Devine                   | Jin, Aja Smith   |
| 13 | „Cold Outside”                    | J. Auyueng, Q. Atkinson, E. Hayes, C. Jennings, K. Lewis                                    | Neo da Matrix                | Jin, Lyfe        |
| 14 | „C’mon”                           | J. Auyueng, E. Hayes, J. Rotem, B. Fida-i                                                   | J.R.                         | Jin              |
| 15 | „Karaoke Nite”                    | J. Auyueng, D. Styles, A. Parrino                                                           | Elite                        | Jin, Styles P    |
| 16 | „Same Cry”                        | J. Auyueng, L. Timmes, L. Lunnon, B. Fida-i, B. Grobman                                     | Mr. Devine                   | Jin, LT          |
| 17 | „Thank You”                       | J. Auyueng, L. Lunnon                                                                       | Mr. Devine                   | Jin              |

## Na listach
| Rok  | Album               | Listy         | Listy                  | Listy |
| ---- | ------------------- | ------------- | ---------------------- | ----- |
| Rok  | Album               | Billboard 200 | Top R&B/Hip Hop Albums |       |
| 2004 | The Rest Is History | #54           | #12                    |       |